# Tartakiv, Sokal
Tartakiv (în ucraineană Тартаків) este localitatea de reședință a comunei Tartakiv din raionul Sokal, regiunea Liov, Ucraina.

## Demografie
Componența lingvistică a localității Tartakiv
     Ucraineană (99,67%)
     Alte limbi (0,34%)
Conform recensământului din 2001, majoritatea populației localității Tartakiv era vorbitoare de ucraineană (99,67%), existând în minoritate și vorbitori de alte limbi.